# Adolf-Hitler-Schulen
Adolf-Hitler-Schulen (AHS) waren Internate in der Zeit des Nationalsozialismus, die den Nationalpolitischen Erziehungsanstalten („Napolas“) ähnelten und zu den nationalsozialistischen Ausleseschulen zählten.
Die Adolf-Hitler-Schulen sind nicht mit einer großen Zahl von Schulen zu verwechseln, die 1933 den Namen Adolf-Hitler-Schule erhalten hatten; vergleiche beispielsweise die Martin-Luther-Schule in Marburg, das Werner-Heisenberg-Gymnasium in Heide, die Nordstadtschule in Pforzheim, die Paul-Werner-Oberschule in Cottbus oder die Goethe-Schule Flensburg.

## Entstehung und Aufgabe
Baldur von Schirach hatte vergeblich versucht, die elitären Nationalpolitischen Erziehungsanstalten unter seinen Einfluss zu bekommen. Die fünfjährige Schulzeit (vor dem Krieg war ursprünglich eine sechsjährige Schulzeit vorgesehen) wurde mit dem Diplom der Adolf-Hitler-Schulen abgeschlossen, das dem staatlichen Abitur gleichgesetzt war und den Absolventen jede Partei- und Staatslaufbahn öffnen sollte. Der Besuch der Schulen war unentgeltlich, d. h. es wurde kein Schulgeld erhoben.
Während die Napolas dem Reichsministerium für Wissenschaft, Erziehung und Volksbildung und damit dem Reichsminister Bernhard Rust unterstanden, hatten die Gauleiter der NSDAP bzw. die Hitler-Jugend unter Reichsjugendführer Baldur von Schirach und die Deutsche Arbeitsfront unter Robert Ley die Kontrolle über die Adolf-Hitler-Schulen. Die Gründung von Adolf-Hitler-Schulen kann man mit der Verfügung von Adolf Hitler auf den 15. Januar 1937 datieren, an dem er die Genehmigung erteilte, dass die „neueinzurichtenden nationalsozialistischen Schulen, die gleichzeitig als Vorschulen für die nationalsozialistischen Ordensburgen gelten sollen“, seinen Namen tragen durften. Allerdings herrschte zu diesem Zeitpunkt über wichtige organisatorische Aspekte oder die Finanzierung noch Unklarheit, und die Planungen waren de facto auch erst im Februar und März 1937 so weit vorangeschritten, dass einzig in der NS-Ordensburg Krössinsee in Hinterpommern am 19. April der Schulbetrieb aufgenommen werden konnte. Die Schüler wurden dabei aus zehn beteiligten Gauen zusammengefasst, wobei jeder Gau 30 Schüler im Alter von 12 bis 13 Jahren zu stellen hatte.

## Struktur
Reichsjugendführer Baldur von Schirach und der Leiter der Deutschen Arbeitsfront (DAF) Robert Ley gaben am 17. Januar 1937 eine Erklärung ab, in der die AHS näher definiert wird. Sie wurde zu einem Zeitpunkt abgegeben, zu dem Ziele und Aufgaben der AHS noch nicht klar waren, und war der raschen Veröffentlichung durch die beiden Initiatoren geschuldet. Sie beinhaltete vorerst folgende sechs Punkte:
1. Die Adolf-Hitler-Schulen (AHS) sind Einheiten der Hitlerjugend (HJ) und werden von dieser verantwortlich geführt. Lehrstoff, Lehrplan und Lehrkörper werden von den unterzeichnenden Reichsleitern reichseinheitlich bestimmt.
2. Die AHS umfasst sechs Klassen. Die Aufnahme erfolgt im Allgemeinen mit dem vollendeten zwölften Lebensjahr.
3. Aufnahme in die AHS finden solche Jungen, die sich im Deutschen Jungvolk hervorragend bewährt haben und von den zuständigen Hoheitsträgern in Vorschlag gebracht werden.
4. Die Schulausbildung ist unentgeltlich.
5. Die Schulaufsicht gehört zu den Hoheitsrechten des Gauleiters der NSDAP. Er übt sie entweder selbst aus oder übergibt die Ausübung dem Gauschulungsamt.
6. Nach erfolgreicher Reifeprüfung steht dem Adolf-Hitler-Schüler jede Laufbahn der Partei und des Staates offen.

Die Hoheitsträger der Partei und die HJ-Führer suchten die Schüler aus. Beide Formen der Eliteschule des Dritten Reiches hatten gemeinsam, begeisterte und fähige Nationalsozialisten heranziehen zu wollen. Eine weitere Gemeinsamkeit ist, dass sie als kostenlose Internatsschulen in Burgen und verstaatlichten Internaten angelegt wurden. Während jedoch an den Adolf-Hitler-Schulen als Vorschulen der NSDAP-Ordensburgen die Laufbahn als künftiger Parteifunktionär erwünscht war, fehlte diese Betonung bei den Absolventen der Napola, sie sollten weiterstudieren oder einen Beruf ergreifen.

## Standorte

### Schulen
Vorerst (bis 1941) waren zehn AHS geplant, die gleichzeitig unter drei Bezeichnungen (Schulnummer; Benennung nach dem Gau; zukünftiger Standort) geführt wurden.
Die Grundsteinlegung für die AHS in Waldbröl fand feierlich am 15. Januar 1938 statt; mit dem Bau der neun übrigen AHS wurde gleichzeitig begonnen.
| Laufende Nummerierung | Benennung nach dem Gau          | Zukünftiger Standort             | Schulleiter                                                    | Architekt                |
| --------------------- | ------------------------------- | -------------------------------- | -------------------------------------------------------------- | ------------------------ |
| Schule 1              | Ostpreußen                      | Tilsit                           | Hannes Klauke, Wilhelm Lenz (ab 1938), Ludwig Magsam (ab 1943) | Erich zu Putlitz         |
| Schule 2              | Kurmark                         | Potsdam (dann: Frankfurt (Oder)) | Reinhard Meinung (ab 1938)                                     | Hanns Dustmann           |
| Schule 3              | Köln-Aachen                     | Waldbröl                         | W. Kirsch (zeitw. H. Steinbronn)                               | Clemens Klotz            |
| Schule 4              | Koblenz-Trier (dann: Moselland) | Koblenz                          | August Buttkereit                                              | Clemens Klotz            |
| Schule 5              | Sachsen                         | Plauen                           | Rudolf Raab                                                    | N.N.                     |
| Schule 6              | Thüringen                       | Weimar                           | Horst Munske                                                   | Hermann Giesler          |
| Schule 7              | Franken                         | Hesselberg                       | H. Roloff                                                      | Julius Schulte-Frohlinde |
| Schule 8              | München-Oberbayern              | Mittenwald (dann: Chiemsee)      | H. Kreissl                                                     | Carl Vessar              |
| Schule 9              | Mecklenburg                     | Heiligendamm                     | Max Klüver, H. Gause (1938)                                    | Hanns Dustmann           |
| Schule 10             | Saarpfalz (dann: Westmark)      | Landstuhl                        | Jupp Madert                                                    | Rudolf Krüger            |

Im Jahr 1941 entstand die Schule 11 und im Jahr 1943 kam die Schule 12 durch Abspaltung aus der Schule 8 hinzu.
| Laufende Nummerierung | Benennung nach dem Gau | Zukünftiger Standort | Schulleiter                       |
| --------------------- | ---------------------- | -------------------- | --------------------------------- |
| Schule 11             | Schlesien              | Wartha               | Walter Stopp (zeitw. H. Lischner) |
| Schule 12             | Böhmen-Mähren          | Iglau                | Ernst Popp                        |

Da der Schulbetrieb in neuen Schulgebäuden mit der entsprechenden nationalsozialistischen Architektur stattfinden sollte, wurden die Schüler der oben stehenden Gaue zuerst gemeinsam in der Ordensburg Krössinsee in Hinterpommern zusammengefasst. Der Spatenstich für die geplanten zehn AHS-Gebäude erfolgte am Jahrestag der oben erwähnten Verfügung Adolf Hitlers am 15. Januar 1938 gleichzeitig in allen zehn Gauen. Robert Ley und Baldur von Schirach nahmen die Grundsteinlegung persönlich in der Schule 3 in Waldbröl vor, während in den anderen Gauen die Gauleiter diese Aufgabe übernahmen.
Aufgrund des Krieges und der Knappheit an Arbeitskräften und Material gerieten die Bauvorhaben ins Stocken, so dass alle Schulen mit einer Gesamtschülerzahl von rund 1.500 im Jahr 1940 in der Ordensburg Sonthofen (Oberallgäu) untergebracht wurden. Diese Lösung war offenbar unbefriedigend, so dass man nach Alternativen suchte. Da die geplanten Bauten nicht in angemessener Zeit fertigzustellen waren, ging man dazu über, adäquate Gebäude zu suchen.

### Vorläufige Standorte der Schulen
Darum begann man im Herbst 1941 mit der Auslagerung der Schulen an folgende provisorische Standorte:
- NS-Ordensburg Krössinsee (Schule 1)
- Schloss Drachenburg, Königswinter[9] (Schule 3)
- NS-Ordensburg Vogelsang (Schulen 4, 7 und 10)
- Schloss Sonnenstein (als AHS Plauen/Vogtl.) (Schule 5)
- Schloss Blankenhain bei Weimar (Schule 6)
- NS-Ordensburg Sonthofen, Oberallgäu (Schulen 2, 8 und 9)

## Auswahl der Schüler

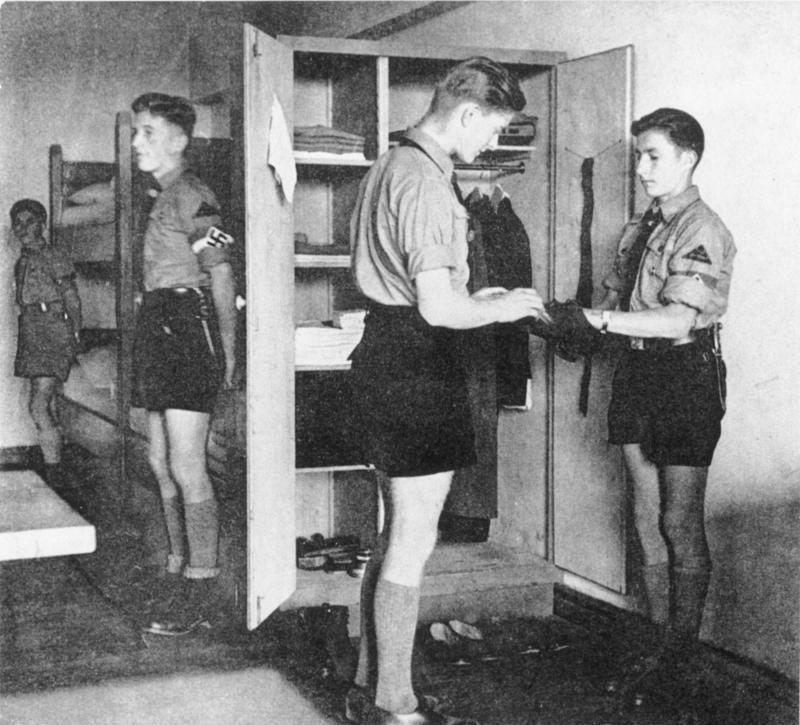
Adolf-Hitler-Schule: „Hitlerjunge vom Dienst“ kontrolliert die Spinde seiner Mitschüler

Für die Auswahl geeigneter Schüler sollten die Gauleiter der ausgewählten Gaue, später alle Gaue, folgende Kriterien heranziehen:
- „Bewertung des Jungen durch die Hitler-Jugend. Hat sich der Junge im Kreise der Jugend bereits als Führernatur, gewissermaßen als Rädelsführer hervorgetan und durchgesetzt?
- Den einwandfreien rassischen Nachweis seiner Vorfahren (Richtlinien des Rassenpolitischen Amt, selbstverständlich werden uneheliche Kinder den ehelichen gleichgesetzt, soweit sie dieser Bedingung Genüge erweisen). (Anmerkung: Es wurde ein Ahnennachweis zurückreichend bis zum 1. Januar 1800 gefordert.) Konnten die Dokumente für den sogenannten Ariernachweis nicht lückenlos beigebracht werden, bestand die Möglichkeit, sich durch das SS-Rasse- und Siedlungshauptamt nach den perversen Regeln der nationalsozialistischen Rassenlehre anhand von eingesandten Fotos die sogenannte Rassenreinheit bescheinigen zu lassen. Dieses fragwürdige biometrische Verfahren wurde bei Theo Sommer durchgeführt, ehe er als 12jähriger Schüler Aufnahme in Sonthofen fand.[10]
- Völlige Gesundheit.
- Nachweis der Erbgesundheit der Sippe.
- Betätigung der Eltern in der völkischen Gemeinschaft (Parteizugehörigkeit, Tätigkeit in den Gliederungen der Partei und den angeschlossenen Verbänden)“[11]

Ab 1938 wurden die Auswahlkriterien präzisiert und von Gebietsführer Kurt Petter, dem Inspekteur der AHS, Weisungen herausgegeben, wie die technische und auch qualitative Durchführung der Ausleseverfahren zu geschehen habe. Neben den oben genannten Kriterien wird bei den Weisungen deutlich, dass neben den kognitiven Fähigkeiten, die die Schüler in den Auswahlgruppen von ca. acht Pimpfen beweisen mussten, der gesamte Tagesablauf zur Bewertung herangezogen wurde.

## Schulalltag
Der Tagesablauf war dicht und fordernd. Ziel war, den Schülern die nationalsozialistische Weltanschauung im gesamten Schulalltag zu vermitteln. Die künftige Führungselite des NS-Staates sollte gemäß dem Ausspruch Robert Leys ebenso selbstverständlich Gnädige Frau wie Leck mich am Arsch sagen können. Geschliffene Manieren bei Tisch und bei der Tanzstunde sowie militärähnliches Schleifen auf dem Sportplatz, bei Drills auf der Geländebahn, Märsche bis zur Erschöpfung nach dem Prinzip: Gesund ist, was uns hart macht, zählten dazu, ebenso Mutproben verschiedener Art, Disziplin, akkurat gefaltete Textilien im Spind, peinlich-genau gereinigte Zimmer und Flure. Ständige Dienste in Küche, Haus und Gelände taten ein Übriges. Theo Sommer berichtet, dass sie anfangs zu viert, später zu zweit in Sonthofen ein Zimmer teilten, jeder Schüler mit eigenem Waschbecken im Zimmer mit Warm- und Kaltwasser. Auf soziale Kompetenzen wie Teamfähigkeit, Hilfsbereitschaft untereinander, Kameradschaft und gegenseitige Unterstützung wurde Wert gelegt. Lehrer waren häufig kriegsversehrte jüngere Männer, sie wurden von den Schülern mit Du angesprochen. Eine Art Ehrenkodex verbot den Schülern das Abschreiben untereinander, wenn bei Klassenarbeiten der Lehrer den Klassenraum verließ. Sanktionen gegen alle möglichen Zuwiderhandlungen bestanden aus Strafexerzieren, Liegestützen vor allen Schülern, im Putzen sämtlicher Schuhe der Klassenkameraden oder entwürdigender Schauspiele wie Entengang mit Gewehr und sogenannter Maskenbälle, bei denen im Kollektivverband in kürzester Zeit die Kluft zu wechseln war. Die Sitzordnung im Klassenraum unterschied sich von der Reihenbestuhlung in sonstigen Schulen. Die Tische waren in Form eines zum Lehrer hin offenen Vierecks angeordnet. Der Vortrag des Erziehers sollte durch Anmerkungen und diskursive Einwürfe aus dem Schülerkreis ständig unterbrochen werden dürfen. Redegewandtheit und Überzeugungskraft von Argumenten sollten gefördert werden. Das Pro und das Kontra wurde in einer Art Rollenspiel erprobt; welcher Schüler welches Argument führen sollte, war vorher nicht bekannt, man musste auf beides gefasst sein. Frontalunterricht trat gegenüber Gruppenunterricht zurück; Projektarbeit war Alltag. Sie förderte die Selbstständigkeit und die argumentative Gewandtheit sowie die Durchdringung des Lernstoffes im Team, was ein lebendiges, einfallsreiches, herausforderndes Unterrichtsklima entstehen ließ, wie Theo Sommer es nach Kriegsende jahrelang an seinem staatlichen Gymnasium bis zum Abitur 1949 nicht mehr vorfand. Im Geschichtsunterricht schlug sich die NS-Ideologie nieder. So wurde der Geist Spartas gegenüber der Demokratie von Athen hochgehalten oder Kaiser Friedrich Barbarossa kritisiert, weil er sich im Mittelmeerraum verzettelt hätte, statt sich nach Osten zu wenden.
Der Volkskunde-Unterricht war eine Art politische Länderkunde, in der gängige NS-Zeitungen ausgewertet wurden und jeder Schüler sein Land zugeteilt bekam, über dessen aktuelle Entwicklung er sich (im Sinne der NS-Logik) auf den aktuellen Stand zu bringen hatte. Im Deutschunterricht wurden sowohl klassische Literatur als auch Werke typischer Nazi-Dichter wie Werner Beumelburg und Hans Grimm gelesen. Gedichte wurden auswendig gelernt, darunter solche, die den Soldatentod heroisierten und eine angebliche Überlegenheit des Deutschtums gegenüber anderen Völkern priesen. Keineswegs alle Schüler waren sportlich herausragend; manch einer hing „am Barren wie ein nasser Sack“. 
Musikpädagogisch wurden Chorgesang und deutsches Liedgut gepflegt, die Schüler konnten Instrumente lernen. Theo Sommer berichtet sogar, dass der Musik von Paul Hindemith, einem im NS-Staat verfemten Komponisten, Raum gegeben wurde. Sommer fasst zusammen: „Manch Richtiges in vielem Falschen“ und mutmaßt, dass manche Vorgabe aus der Parteizentrale im praktischen Unterricht wohl nicht zur Anwendung kam.

## Prominente Schüler
- Wolfgang Grönebaum, deutscher Schauspieler, Hörspiel- und Off-Sprecher.[13]
- Hardy Krüger, deutscher Filmschauspieler, Hörspielsprecher, Synchronsprecher und Schriftsteller; NS-Ordensburg Sonthofen[13]
- Helmutz Morlock (1929–2017), deutscher Architekt; NS-Ordensburg Sonthofen[13]
- Jakob Muth, deutscher Volksschullehrer und Pädagogik-Professor; NS-Ordensburg Sonthofen[13]
- Theo Sommer, deutscher Historiker und Publizist; NS-Ordensburg Sonthofen[13]

## Pädagogisches Konzept

### Lehrplan
Neben einem erweiterten Sportunterricht fanden Wehrsportlager statt, da das Lagerleben in der Kameradschaft betont wurde.

### Grundsatz
Laut dem späteren Herausgeber der Wochenzeitung Die Zeit, Theo Sommer, Schüler an der Adolf-Hitler-Schule Sonthofen, galt an den AHS der Grundsatz „Gute Kameraden muss man sein“. Er verweist damit auf den höheren Stellenwert der Kriegsertüchtigung im Gegensatz zum Lehrbetrieb.